# Jan Joost van Cossiau
Jan Joost van Cossiau (* um 1664; † um 1732) war ein flandrischer Maler, Zeichner und Kunstagent. Cossiau wurde von verschiedenen Adeligen protegiert. Ab 1704 arbeitete er als Hofmaler für den Fürstbischof von Bamberg und Mainz, Lothar Franz von Schönborn und betreute dessen Gemäldesammlung in Schloss Gaibach. 

## Leben und Wirken
Jan Joost van Cossiau wurde um 1664 in Flandern geboren, das damals Teil der Spanischen Niederlande war. Sein Heimatort ist nicht bekannt, war aber Teil der Diözese Brügge. Cossiau wurde von seiner Familie für eine geistliche Laufbahn auserkoren und erhielt gleichzeitig Unterricht im Malen und Zeichnen. Zwar gelang es ihm, die niederen Weihen zu erhalten, ein von ihm angestrebtes Kanonikat in Brügge wurde ihm jedoch nie zuerkannt. Seine Malerkarriere verfolgte er aufmerksamer und reiste zur Weiterbildung über Brüssel nach Italien, Antwerpen und Paris.
In Paris ist Cossiau erstmals im Dienst des Adels nachzuweisen. 1688 arbeitete er an den Dekorationen von Grand Trianon im Park von Versailles mit. Zwischen den frühen 1690er Jahren und 1700 ist Cossiau als Maler in Rom greifbar. Hier traf der Maler auf Benedetto Luti und Francesco Trevisani und erweiterte seine Italienischkenntnisse. Zusammen mit einigen niederländischen Landsleuten, darunter wohl Jacob de Heusch und Isaac de Moucheron, gründete er in diesen Jahren die Künstlergruppe „Schilderbent“. 1695 wurde er Teil einer Künstlerbruderschaft.
Um 1700 verließ Cossiau Rom und zog nach Frankfurt (am Main). Hier diente er sich dem Baron Eugen Alexander von Thurn und Taxis als Maler an. In der Mainstadt sind auch erstmals Kooperationen mit dem Maler Johann Melchior Roos nachgewiesen. Im Jahr 1704 wurde dem Mainzer Erzbischof Lothar Franz von Schönborn der Niederländer von Baron Eugen Alexander empfohlen. Kurze Zeit später hatte er bereits eine Kammerdienerposition in dessen Hofstaat und die Stelle als Hofmaler inne. 
Zunächst blieb Cossiau in Frankfurt, siedelte aber um 1710 nach Bamberg um. Jan Joost Cossiau blieb bis zu dessen Tod in Diensten des Lothar Franz von Schönborn. Für den Fürstbischof reiste der Maler auch, um die Kunstsammlung seines Mäzens zu erweitern. Erstmals ist er 1713 auf einer solchen Reise nach Flandern und Holland nachweisbar. Es gelang ihm in Amsterdam für den Bischof mehrere Gemälde aus der Sammlung des Wilhelm III. von Oranien zu erwerben, unter anderem die heute in Pommersfelden befindliche „Caritas“ von Rubens. 1721 schuf Cossiau einen Katalog der Bilder im Schloss Gaibach. Nach 1729 zog Cossiau nach Mainz, wo er um 1732 verstarb. Eine Büste im Musée des Beaux-Arts in Lyon hat sich vom Künstler erhalten.

## Bilder (Auswahl)

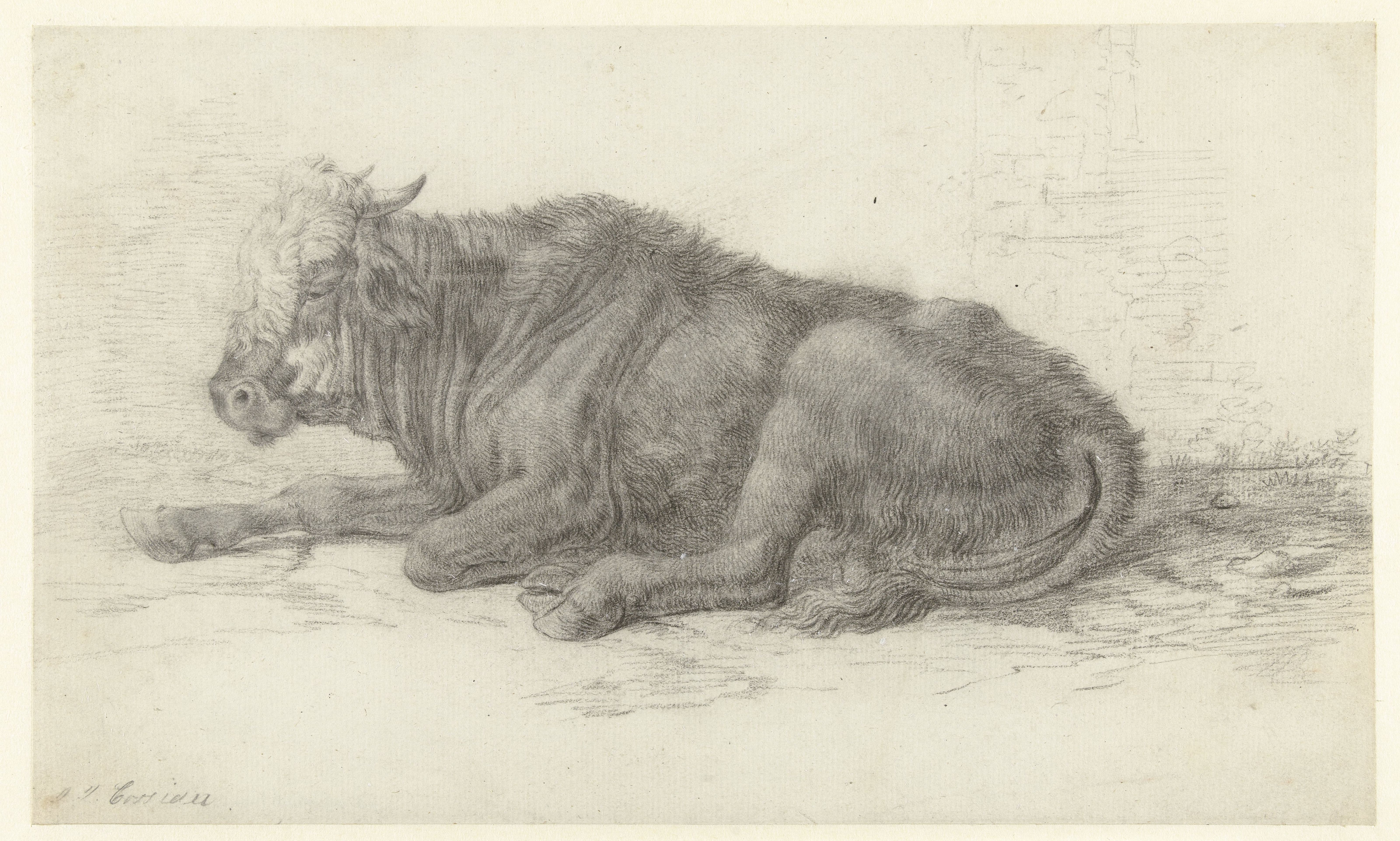
Die Zeichnung „Liegende Kuh“, heute im Rijksmuseum Amsterdam

Von Jan Joost van Cossiau haben sich etwa 50 Gemälde erhalten. Im Jahr 1721 waren im unterfränkischen Schloss Gaibach insgesamt 23 eigene Arbeiten des Künstlers nachgewiesen und noch 1821 konnten durch Heinrich Joachim Jaeck 32 Gemälde im Besitz der Familie von Schönborn identifiziert werden. Besonders produktiv war Cossiau in seiner Zeit als Hofmaler. Zu den besten Arbeiten des Künstlers gehören die beiden Jahreszeitenzyklen von 1707 und 1709. Mehrere seiner Bilder sind noch heute im Bestand der Sammlung Pommersfelden auszumachen.
- „Große Landschaft“, 1716, Bayerische Staatsgemäldesammlung München
- „Tageszeitenzyklus“, 1727, Bayerische Staatsgemäldesammlung München
- „Ideallandschaft mit Bergstadt“, 1729, Bayerische Staatsgemäldesammlung München
- „Liegende Kuh“, 1670–1732, Rijksmuseum Amsterdam

## Katalog
- Jan Joost van Cossiau: Delitiae Imaginum, Oder wohl-erlaubte Gemählde Und Bilder-Lust. o. O. 1721. Als Faksimile: Katharina Bott (Hrsg.): Jan Joost van Cossiau. Delitiae Imaginum, Oder wohl-erlaubte Gemählde Und Bilder-Lust. Die Gemäldesammlung des Lothar Franz von Schönborn in Schloss Gaibach/Unterfranken. Der Gemäldekatalog von Jan Joost van Cossiau aus dem Jahre 1721. Weimar 2000.